# Barbarossa-Linde

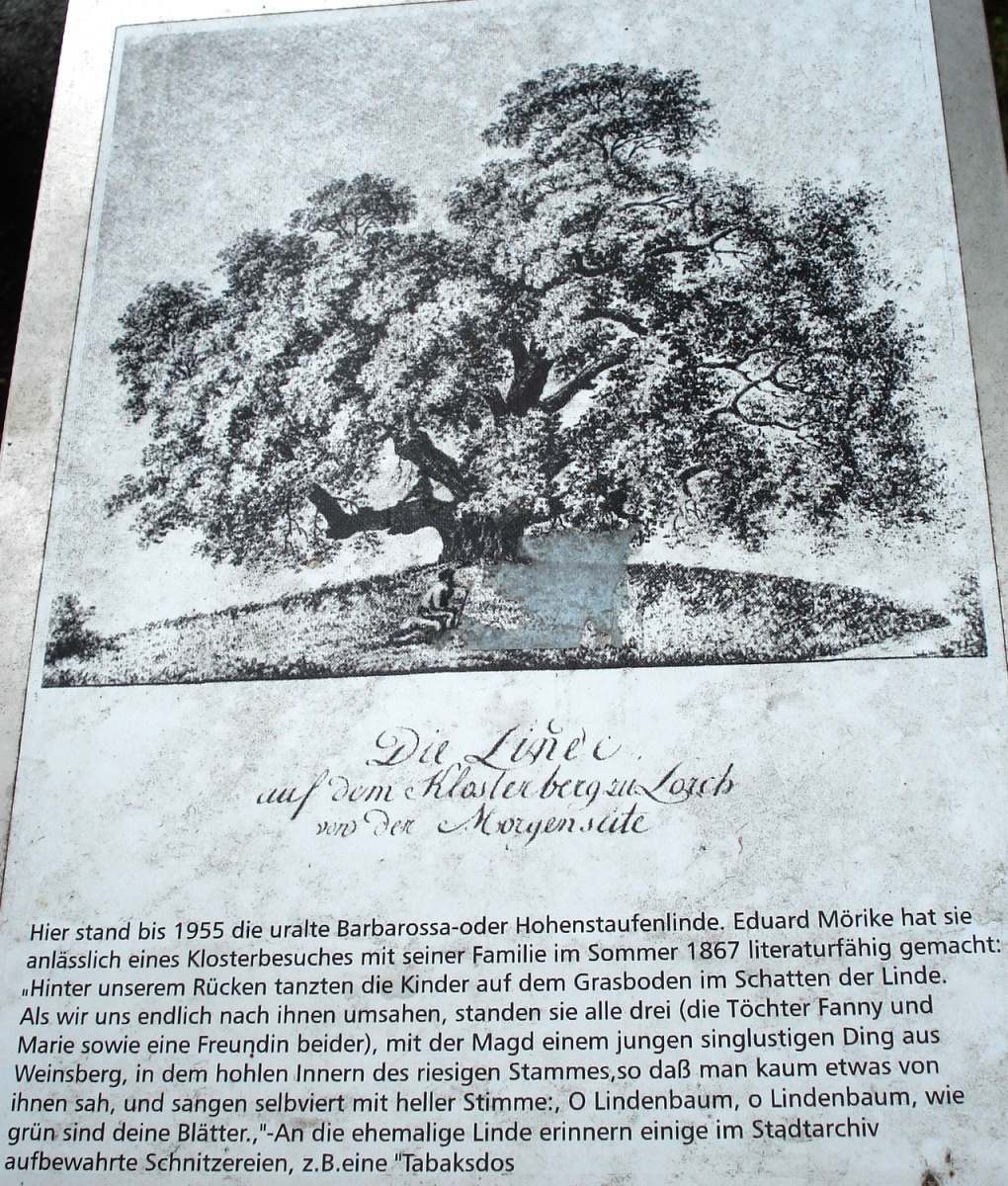
Erinnerungstafel am ehemaligen Standort der „Barbarossa-Linde“ oder „Hohenstaufen-Linde“ beim Kloster Lorch

Die Barbarossa-Linde oder Hohenstaufen-Linde war eine ca. 900-jährige, nach anderen Angaben ca. 600-jährige Winter-Linde beim Kloster Lorch in Lorch (Württemberg), im Ostalbkreis in Baden-Württemberg. Sie ist benannt nach dem staufischen Kaiser Friedrich I. Barbarossa, Herzog von Schwaben, römisch-deutscher König und von 1155 bis 1190 Kaiser des Heiligen Römischen Reiches.

## Geschichte
Am 1. November 1755 wurde die Linde durch einen schweren Sturm beschädigt und verlor dabei einen Hauptast. Rund 100 Jahre später gingen wiederum durch einen Sturm zwei weitere Äste verloren.
Zuletzt verblieben noch zwei durch schwere Balken gestützte Hauptäste am Baum. Der von innen ausgemauerte Stamm hatte einen Umfang von ca. acht Metern. Die Linde hatte eine Höhe von ca. 20 Metern.
Eduard Mörike hat die – zu dem Zeitpunkt hohlstämmige – Linde während seines Aufenthaltes in Lorch 1867 in seinem Werk verewigt:

„Hinter unserem Rücken tanzten die Kinder auf dem Grasboden im Schatten der Linde. Als wir uns endlich nach ihnen umsahen, standen sie alle drei, mit der Magd, einem jungen singlustigen Ding aus Weinsberg, in dem hohlen Innern des riesigen Stamms so daß man kaum etwas von ihnen sah, und sangen selbviert mit heller Stimme:

O Lindenbaum, o Lindenbaum,

Wie grün sind deine Blätter!“

In der Nacht vom 16. auf den 17. Januar 1955 wurde dieses Wahrzeichen, das als „letzter lebender Zeuge der Stauferzeit“ bezeichnet wurde, durch einen Sturm zerstört.
An den Standort der Linde erinnert heute eine Tafel.